# La Couleur pourpre (film, 2023)
Pour le roman, voir La Couleur pourpre.
Pour plus de détails, voir Fiche technique et Distribution.
La Couleur pourpre (The Color Purple) est un film musical américain réalisé par Blitz Bazawule (en) et sorti en 2023. 
Il s'agit d'une adaptation de la comédie musicale du même titre, lancée en 2005 à Broadway, elle-même basée sur le roman de 1982 d'Alice Walker. Il s'agit de la deuxième adaptation du roman au cinéma après le film homonyme réalisé en 1985 par Steven Spielberg. Spielberg est d'ailleurs l'un des producteurs de cette nouvelle version aux côtés de Quincy Jones et Oprah Winfrey, cette dernière ayant tenu le rôle de Sofia dans le film de 1985.

## Fiche technique
- Titre français : La Couleur pourpre
- Titre original : The Color Purple
- Réalisation : Blitz Bazawule (en)[1]
- Scénario : Marcus Gardley, d'après le roman La Couleur pourpre d'Alice Walker[1]
- Musique : Kris Bowers
- Direction artistique : Andi Crumbley, Carla Martinez, LeShae Ann Nash
- Décors : Larry Dias
- Costumes : Francine Jamison-Tanchuck
- Photographie : Dan Laustsen
- Effets spéciaux : Charles Cooley
- Montage : Jon Poll
- Production : Quincy Jones, Scott Sanders, Steven Spielberg, Oprah Winfrey[2]
- Sociétés de production : Harpo Films, Amblin Entertainment, Scott Sanders Productions, Quincy Jones Productions
- Distributeur : Warner Bros. (États-Unis, France)
- Genre : drame historique
- Pays de production :  États-Unis
- Langue originale : anglais
- Dates de sortie[3] :
  - États-Unis : 27 octobre 2023 (SCAD Film Festival)
  - Royaume-Uni : 20 novembre 2023 (première à Londres)
  - États-Unis : 25 décembre 2023[4]
  - France : 24 janvier 2024
- Classification[5] :
  - États-Unis : PG-13

## Distribution
- Fantasia Barrino (VF : Virginie Emane ; VQ : Julie Beauchemin) : Celie Harris-Johnson[6]
  - Phylicia Pearl Mpasi (VF : Adeline Clément ; VQ : Cynthia Trudel) : Celie jeune
- Taraji P. Henson (VF : Annie Milon ; VQ : Marie-Evelyne Lessard) : Shug Avery[7]
- Danielle Brooks (VF : Corinne Wellong ; VQ : Florence Blain Mbaye) : Sofia[6]
- Colman Domingo (VF : Frantz Confiac ; VQ : Fayolle Jean Jr.) : Albert « Monsieur » Johnson
- Corey Hawkins (VF : Baptiste Marc ; VQ : Lyndz Dantiste) : Harpo Johnson[8]
- H.E.R. (VF : Esthèle Dumand) : Squeak / Mary Agnes[9]
- Ciara (VF : Fily Keita) : Nettie Harris
  - Halle Bailey (VF : Cerise Calixte ; VQ : Naïla Louidort) : Nettie jeune[7]
- Aunjanue Ellis-Taylor : Mama[10]
- Louis Gossett Jr. (VF : Benoît Allemane ; VQ : Sébastien Dhavernas) : le père d'Albert[11]
- David Alan Grier (VF : Thierry Desroses) : le révérend Samuel Avery
- Deon Cole (VF : Daniel Lobé ; VQ : Widemir Normil) : Alfonso[11]
- Stephen Hill : Henry Broadnax
- Elizabeth Marvel (VF : Catherine Griffoni ; VQ : Valérie Gagné) : Miss Millie[12]
- Jon Batiste : Grady[13]
- Whoopi Goldberg : la sage-femme

 Source et légende : version française (VF) sur RS Doublage ; version québécoise (VQ) sur Doublage.qc.ca

## Distinctions

### Nominations
- BAFTA 2024 :
  - Meilleure actrice pour Fantasia Barrino
  - Meilleure actrice dans un second rôle pour Danielle Brooks

- Golden Globes 2024 : 
  - Meilleure actrice dans un film musical ou comédie pour Fantasia Barrino
  - Meilleure actrice dans un second rôle pour Danielle Brooks

- Oscars 2024 : Meilleure actrice dans un second rôle pour Danielle Brooks